# سوتل بسيط
سوتل بسيط (الاسم العلمي:Dasylirion simplex) هو نوع من النباتات يتبع جنس السوتل من الفصيلة الهليونية.